# Popis:Jezične porodice i jezici: Dodatak
- Jezične porodice i jezici: Afrazijski jezici – Austroazijski jezici
- Jezične porodice i jezici: Austronezijski jezici – Indijanski jezici
- Jezične porodice i jezici: Indoeuropski jezici – Nigersko-kongoanski jezici
- Jezične porodice i jezici: Nilsko-saharski jezici – Uralsko-altajski jezici
- izolirani, neklasificirani, miješani, kreolski, znakovni, pidžinski i umjetni jezici
- Jezične porodice i jezici: Dodatak

## Popis porodica s brojem jezika

### Ethnologue 14th
6.800 jezika (108 glavnih porodica)
Afro-Asiatic (372)
Alacalufan (2)
Algic (40)
Altaic (65)
Amto-Musan (2)
Andamanese (13)
Arauan (8)
Araucanian (2)
Arawakan (60)
Artificial language (3)
Arutani-Sape (2)
Australian (258)
Austro-Asiatic (168)
Austronesian (1262)
Aymaran (3)
Barbacoan (7)
Basque (3)
Bayono-Awbono (2)
Caddoan (5)
Cahuapanan (2)
Cant (1)
Carib (29)
Chapacura-Wanham (5)
Chibchan (22)
Chimakuan (1)
Choco (10)
Chon (2)
Chukotko-Kamchatkan (5)
Chumash (7)
Coahuiltecan (1)
Creole (81)
Deaf sign language (114)
Dravidian (75)
East Bird's Head (3)
East Papuan (36)
Eskimo-Aleut (11)
Geelvink Bay (33)
Guahiban (5)
Gulf (4)
Harakmbet (2)
Hmong-Mien (32)
Hokan (28)
Huavean (4)
Indo-European (443)
Iroquoian (10)
Japanese (12)
Jivaroan (4)
Katukinan (3)
Keres (2)
Khoisan (29)
Kiowa Tanoan (6)
Kwomtari-Baibai (6)
Language Isolate (30)
Left May (7)
Lower Mamberamo (2)
Lule-Vilela (1)
Macro-Ge (32)
Maku (6)
Mascoian (5)
Mataco-Guaicuru (11)
Mayan (69)
Misumalpan (4)
Mixe-Zoque (16)
Mixed Language (8)
Mosetenan (1)
Mura (1)
Muskogean (6)
Na-Dene (47)
Nambiquaran (5)
Niger-Congo (1489)
Nilo-Saharan (199)
North Caucasian (34)
Oto-Manguean (172)
Paezan (1)
Panoan (30)
Peba-Yaguan (2)
Penutian (33)
Pidgin (17)
Quechuan (46)
Salishan (27)
Salivan (2)
Sepik-Ramu (104)
Sign language (2)
Sino-Tibetan (365)
Siouan (17)
Sko (7)
South Caucasian (5)
Subtiaba-Tlapanec (4)
Tacanan (6)
Tai-Kadai (70)
Torricelli (48)
Totonacan (11)
Trans-New Guinea (552)
Tucanoan (25)
Tupi (70)
Unclassified (96)
Uralic (38)
Uru-Chipaya (2)
Uto-Aztecan (62)
Wakashan (5)
West Papuan (26)
Witotoan (6)
Yanomam (4)
Yenisei Ostyak (2)
Yukaghir (2)
Yuki (2)
Zamucoan (2)
Zaparoan (7)

### Ethnlogue 15th
7.299 jezika
Afro-Asiatic (375)
Alacalufan (2)
Algic (44)
Altaic (66)
Amto-Musan (2)
Andamanese (13)
Arauan (8)
Araucanian (2)
Arawakan (64)
Artificial language (3)
Arutani-Sape (2)
Australian (263)
Austro-Asiatic (169)
Austronesian (1268)
Aymaran (3)
Barbacoan (7)
Basque (3)
Bayono-Awbono (2)
Caddoan (5)
Cahuapanan (2)
Cant (1)
Carib (32)
Chapacura-Wanham (5)
Chibchan (22)
Chimakuan (2)
Choco (12)
Chon (2)
Chukotko-Kamchatkan (5)
Chumash (7)
Coahuiltecan (1)
Creole (86)
Deaf sign language (121)
Dravidian (73)
East Bird's Head (3)
East Papuan (36)
Eskimo-Aleut (11)
Geelvink Bay (33)
Guahiban (5)
Gulf (4)
Harakmbet (2)
Hibito-Cholon (2)
Hmong-Mien (35)
Hokan (28)
Huavean (4)
Indo-European (449)
Iroquoian (11)
Japanese (12)
Jivaroan (4)
Kartvelian (5)
Katukinan (3)
Keres (2)
Khoisan (27)
Kiowa Tanoan (6)
Kwomtari-Baibai (6)
Language Isolate (40)
Left May (6)
Lower Mamberamo (2)
Lule-Vilela (1)
Macro-Ge (32)
Maku (6)
Mascoian (5)
Mataco-Guaicuru (12)
Mayan (69)
Misumalpan (4)
Mixed Language (21)
Mixe-Zoque (17)
Mura (1)
Muskogean (6)
Na-Dene (47)
Nambiquaran (3)
Niger-Congo (1514)
Nilo-Saharan (204)
North Caucasian (34)
Oto-Manguean (174)
Panoan (28)
Peba-Yaguan (2)
Penutian (33)
Pidgin (18)
Quechuan (46)
Salishan (27)
Salivan (3)
Sepik-Ramu (100)
Sign language (3)
Sino-Tibetan (403)
Siouan (17)
Sko (7)
Subtiaba-Tlapanec (5)
Tacanan (6)
Tai-Kadai (76)
Tarascan (2)
Torricelli (53)
Totonacan (11)
Trans-New Guinea (564)
Tucanoan (25)
Tupi (76)
Unclassified (78)
Uralic (39)
Uru-Chipaya (2)
Uto-Aztecan (61)
Wakashan (5)
West Papuan (26)
Witotoan (6)
Yanomam (4)
Yeniseian (2)
Yukaghir (2)
Yuki (2)
Zamucoan (2)
Zaparoan (7)

### Ethnologue 16th:
7.413 jezika
Afro-Asiatic (374)
Alacalufan (2)
Algic (44)
Altaic (66)
Amto-Musan (2)
Andamanese (13)
Arafundi (3)
Arai-Kwomtari (10)
Arauan (5)
Araucanian (2)
Arawakan (59)
Arutani-Sape (2)
Australian (264)
Austro-Asiatic (169)
Austronesian (1257)
Aymaran (3)
Barbacoan (7)
Basque (1)
Bayono-Awbono (2)
Border (15)
Caddoan (5)
Cahuapanan (2)
Carib (31)
Central Solomons (4)
Chapacura-Wanham (5)
Chibchan (21)
Chimakuan (1)
Choco (12)
Chon (2)
Chukotko-Kamchatkan (5)
Chumash (7)
Coahuiltecan (1)
Constructed language (1)
Creole (82)
Deaf sign language (130)
Dravidian (85)
East Bird’s Head-Sentani (8)
East Geelvink Bay (11)
East New Britain (7)
Eastern Trans-Fly (4)
Eskimo-Aleut (11)
Guahiban (5)
Gulf (4)
Harakmbet (2)
Hibito-Cholon (2)
Hmong-Mien (38)
Hokan (23)
Huavean (4)
Indo-European (439)
Iroquoian (9)
Japonic (12)
Jivaroan (4)
Kartvelian (5)
Katukinan (3)
Kaure (4)
Keres (2)
Khoisan (27)
Kiowa Tanoan (6)
Lakes Plain (20)
Language isolate (50)
Left May (2)
Lower Mamberamo (2)
Lule-Vilela (1)
Macro-Ge (32)
Mairasi (3)
Maku (6)
Mascoian (5)
Mataco-Guaicuru (12)
Mayan (69)
Maybrat (2)
Misumalpan (4)
Mixed language (23)
Mixe-Zoque (17)
Mongol-Langam (3)
Mura (1)
Muskogean (6)
Na-Dene (46)
Nambiquaran (7)
Niger-Congo (1532)
Nilo-Saharan (205)
Nimboran (5)
North Bougainville (4)
North Brazil (1)
North Caucasian (34)
Oto-Manguean (177)
Panoan (28)
Pauwasi (5)
Peba-Yaguan (2)
Penutian (33)
Piawi (2)
Pidgin (17)
Quechuan (46)
Ramu-Lower Sepik (32)
Salishan (26)
Salivan (3)
Senagi (2)
Sepik (56)
Sino-Tibetan (449)
Siouan (17)
Sko (7)
Somahai (2)
South Bougainville (9)
South-Central Papuan (22)
Tacanan (6)
Tai-Kadai (92)
Tarascan (2)
Tequistlatecan (2)
Tor-Kwerba (24)
Torricelli (56)
Totonacan (12)
Trans-New Guinea (477)
Tucanoan (25)
Tupi (76)
Unclassified (73)
Uralic (37)
Uru-Chipaya (2)
Uto-Aztecan (61)
Wakashan (5)
West Papuan (23)
Witotoan (6)
Yanomam (4)
Yele-West New Britain (3)
Yeniseian (2)
Yuat (6)
Yukaghir (2)
Yuki (2)
Zamucoan (2)
Zaparoan (7)

## Vanjske poveznice
- Ethnologue: Fourteenth Edition Language family index (14th)
- Ethnologue language family index (15th)
- Ethnologue language family index (16th)
- The LLOW-database  Arhivirana inačica izvorne stranice od 16. siječnja 2010. (Wayback Machine)
- The Linguist List  Arhivirana inačica izvorne stranice od 30. ožujka 2009. (Wayback Machine)